# 시클 증후군
시클 증후군(Seckel syndrome) 또는 소두기형 원발성 왜소증(Microcephalic primordial dwarf)은 소두증과 왜소증의 일종인 선천성 희귀질환의 일종이다.